# لين جوروم سولاند
لين جوروم سولاند (بالنرويجية: Linn Jørum Sulland‏) مواليد 15 يوليو 1984 في أوسلو، هي لاعبة كرة يد نرويجية تلعب كظهير أيمن. مثلت منتخب النرويج لكرة اليد للسيدات. شاركت في دورة الألعاب الأولمبية الصيفية سنة 2012.

## الميداليات
| الميدالية | المسابقة                            |
| --------- | ----------------------------------- |
| ذهبية     | الألعاب الأولمبية الصيفية 2012      |
| ذهبية     | بطولة العالم لكرة اليد للسيدات 2011 |
| ذهبية     | بطولة العالم لكرة اليد للسيدات 2015 |
| فضية      | بطولة العالم لكرة اليد للسيدات 2007 |
| ذهبية     | بطولة أوروبا لكرة اليد للسيدات 2008 |
| ذهبية     | بطولة أوروبا لكرة اليد للسيدات 2010 |
| فضية      | بطولة أوروبا لكرة اليد للسيدات 2012 |

## روابط خارجية
- لين جوروم سولاند على موقع IMDb (الإنجليزية)

- لين جوروم سولاند على موقع الاتحاد الأوروبي لكرة اليد (الإنجليزية)
- لين جوروم سولاند على موقع الاتحاد النرويجي لكرة اليد (النرويجية)
- لين جوروم سولاند على موقع اللجنة الأولمبية الدولية (الإنجليزية)
- لين جوروم سولاند على موقع أوليمبيديا (الإنجليزية)